# Jan I van Montfort
Jan I van Montfort (overleden op Cyprus in april 1249) was van 1241 tot aan zijn dood graaf van Montfort.

## Levensloop
Jan I was de zoon van graaf Amalrik VI van Montfort en diens echtgenote Beatrix van Viennois. In 1241 volgde hij zijn vader op als graaf van Montfort.
In 1248 nam Jan deel aan de Zesde Kruistocht onder leiding van koning Lodewijk IX van Frankrijk in Egypte. In april 1249 stierf hij echter tijdens de overwintering van de kruisvaarders in Cyprus. Zijn lichaam werd vervolgens overgebracht naar Frankrijk en bijgezet in het klooster Hautes-Bruyères in Saint-Rémy-l'Honoré.

## Huwelijk en nakomelingen
In maart 1248 huwde met Jan met Johanna (circa 1227 - na 1252), dochter van burggraaf Godfried VI van Châteaudun. Uit dit huwelijk werd een dochter geboren:
- Beatrix (1248/1249-1311), gravin van Montfort, huwde in 1260 met graaf Robert IV van Dreux.